# Giacomo Agostinetti
Giacomo Agostinetti conosciuto anche come Jacopo (Cimadolmo, 1597 – Cimadolmo, 1682) è stato uno scrittore e fattore italiano.

## Biografia
Dopo aver servito per quarantacinque anni, in qualità di fattore, una dozzina di nobiluomini in tutta la terraferma veneta dal Friuli alla campagna di Verona, al compimento del suo ottantaduesimo compleanno, ormai scarso di entusiasmo e di forze fisiche, risolse di ritirarsi nel paese natio. Lì decise di mettere per iscritto le molte usanze e costumi inerenti alla mai abbastanza lodata agricoltura.

## L'opera
Nel 1679 scrive il libro Cento e dieci ricordi che formano il buon fattor di villa q:Giacomo Agostinetti. Il libro contiene 110 ricordi che intendono insegnare non solo il modo migliore - secondo la tradizione veneta - di coltivare frumento e sorgo, di far vini bianchi o neri, dolci o "ordinari" , e di coltivar asparagi come l'asparago bianco di Cimadolmo che è IGP, ciliegie, fichi, peri, susini, ulivi, mandorli, corniole, sorbole, zizole e molto altro, ma anche quale debbano essere i corretti rapporti tra contadini e fattori, tra padroni e sottoposti, e i segreti dell'ubbidire e del comandare con successo.
Il libro di Agostinetti è il risultato - scrive nella prefazione Ulderico Bernardi - di un impegno pluridisciplinare, e "riunisce il pregio del saggio scientifico, la minuziosa precisione del manuale tecnico, e la sapienzialità etica di chi non immiserisce l'attività d'impresa nella sola ottimizzazione del profitto, ma punta a un'armonia di rapporti sociali, dove si realizzi la più generale condizione umana".

### Versioni
- Cento e dieci ricordi che formano il buon fattor di villa (a cura di Ulderico Bernardi) (1998) ISBN 9788873056676, edizioni Neri Pozza[2]
- Il buon contadino (traduzione di Italo Corai) (2004) ISBN 8887881987, editore Biblioteca dell'Immagine (Pordenone), prima versione in italiano corrente[3]
- Cento e dieci ricordi che formano il buon fattor di villa (a cura di Damiano Cesca) (2013), Edizioni Gianni Sartori Editore, edizione anastatica del trattato seicentesco di agronomia

### Valenza storica
Il libro è la prima testimonianza di utilizzo in Italia del mais, in particolare della pregiata varietà del Biancoperla che è attualmente un presidio Slow Food.
Il libro cita Bianchetta trevigiana, un vitigno di uva bianca da cui si produceva il miglior vino bianco dell'epoca, ora iscritta al Registro Nazionale delle Varietà di Vite col numero 27.